# 兴安虫实
兴安虫实（学名：Corispermum chinganicum）为苋科虫实属的植物。分布于西伯利亚、蒙古以及中国大陆的甘肃、吉林、内蒙古、宁夏、黑龙江、辽宁、河北等地，见于半固定沙丘、湖边沙丘以及草原，目前尚未由人工引种栽培。

## 异名
- Corispermum chinganicum Iljin var. stellipile Tsien et C. G. Ma